# Darse du fond de Rouvray

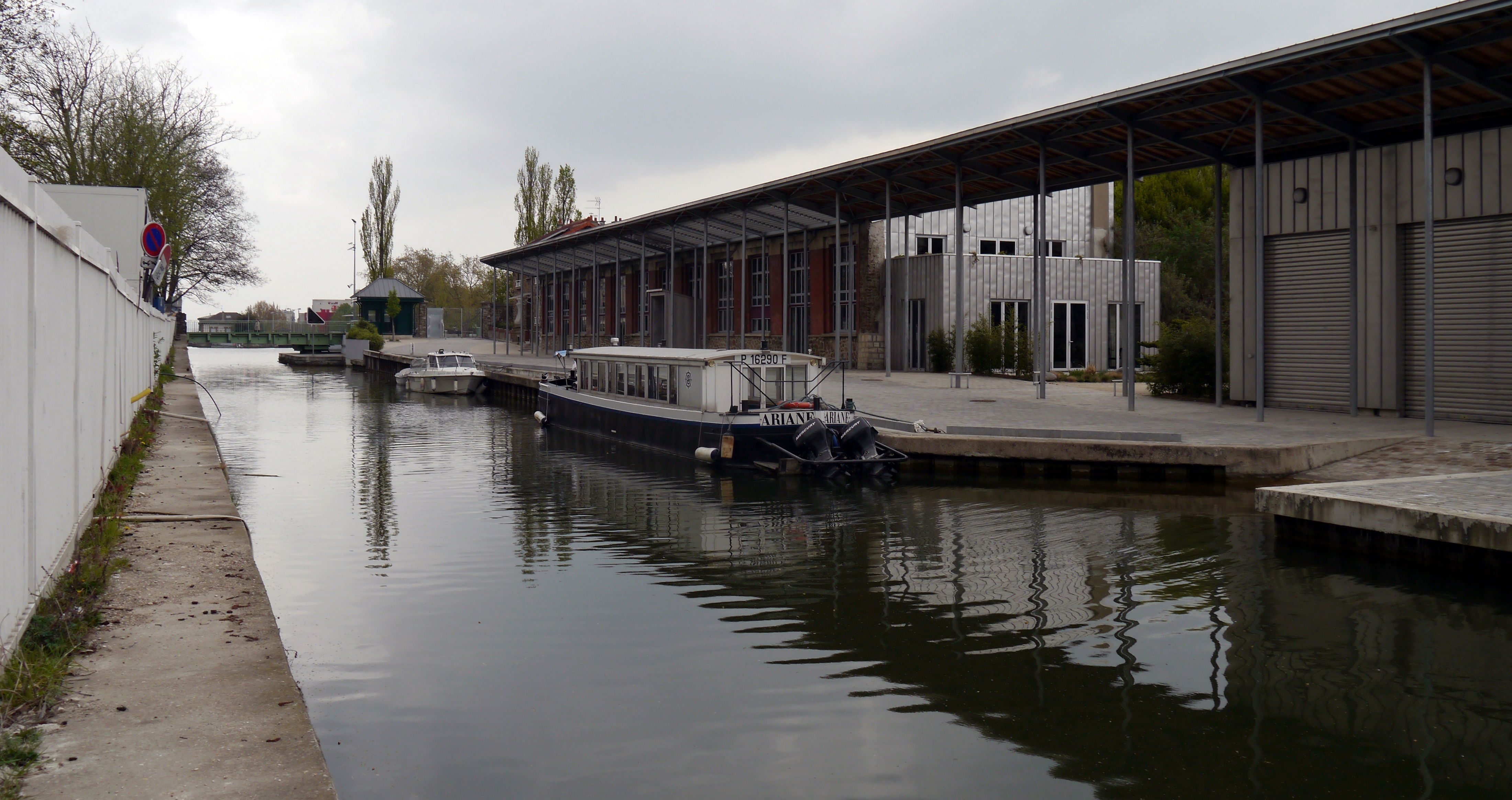
Pohled na kanál

Darse du fond de Rouvray je malý vodní kanál v Paříži. Začíná jižně od kruhového křížení kanálů Ourcq, Saint-Denis a Villette v 19. obvodu a končí asi o 250 m dále v ulici Rue Adolphe-Mille. Je ohraničen na západě nábřežím Quai de Metz a Quai de la Garonne a na východě bývalými dílnami Správy městských kanálů na okraji Parc de la Villette. Na jeho začátku se nachází otočný most. Kanál prošel na počátku 21. století rozsáhlou obnovou.